# Força Armada de El Salvador
A Força Armada de El Salvador (em castelhano:  Fuerza Armada de El Salvador) é a força militar governamental oficial de El Salvador. As Forças possuem três ramos: o Exército de El Salvador, a Força Aérea de El Salvador e a Marinha de El Salvador.

## História

### Domínio colonial espanhol
No século XIX, os soldados em El Salvador podem ter sido nominalmente empregados pelo corpo governante. No entanto, se não recebessem o seu salário, os soldados complementariam os seus rendimentos como mercenários e milícias para políticos locais e proprietários de terras.

### Barões do café e milícias
No final do século XIX, El Salvador passou por um período de discórdia interna. Em 1871, Santiago Gonzales tomou o poder por meio de um golpe militar. O General Carlos Ezeta fez o mesmo em 1890 e o General Rafael Gutierrez em 1894. No entanto, estas mudanças de poder foram travadas entre redes de proprietários de terras rivais (barões do café) e políticos sob o seu patrocínio, e não entre forças militares oficiais e forças governamentais.

### La Matanza
As operações militares em El Salvador continuaram de forma semelhante até o início do século XX. Durante a Grande Depressão, os preços do café caíram, os salários dos trabalhadores indígenas salvadorenhos foram cortados e o desemprego foi generalizado. Durante três dias em 1932, os trabalhadores indígenas rebelaram-se. O general governante, Maximiliano Hernández Martínez (1882 – 1966), respondeu com o uso da força. Sob o seu comando, o exército nacional propriamente dito massacrou até 40.000 camponeses.

### Golpe do Domingo de Ramos
Seguiram-se doze anos de governo autocrático. Martínez negou direitos democráticos e civis. Em 2 de março de 1944, um Domingo de Ramos, os proprietários de terras, intelectuais, estudantes e também alguns setores das forças armadas salvadorenhas rebelaram-se. O Primeiro Regimento de Infantaria e o Segundo Regimento de Artilharia de San Salvador juntaram-se aos rebeldes assim como a guarnição de Santa Ana. Santa Ana foi bombardeada pelo ar. A rebelião foi reprimida pelos setores leais restantes das forças armadas. Seguiram-se represálias de tortura e execução daqueles que aderiram à rebelião. A lei marcial foi implementada. No entanto, em maio de 1944, protestos não-violentos que levaram a uma greve geral fizeram com que Martinez caísse do poder.

### Rebelião de 1948
Durante os anos que se seguiram, os jovens oficiais militares ficaram cada vez mais insatisfeitos com a sua situação. Viram os generais agarrados a postos superiores para os quais tinham pouco treinamento e sem abrir caminho para os oficiais mais jovens. Eles viram os generais não conseguirem preparar-se para as mudanças sociais e económicas que chegariam à América Central. Eles se opuseram a medidas disciplinares injustas e à vigilância injusta. Em 1948, eclodiram combates entre os oficiais mais jovens e as tropas sob seu comando e os generais superiores e a força policial sob seu comando. O presidente, Salvador Castaneda Castro (1888 – 1965) foi preso. Oficiais superiores e políticos foram demitidos. O novo governo promoveu a formação de um exército verdadeiramente nacional, apolítico e profissional em El Salvador.

### Influência americana e a Guerra Fria
De 1947 a 1953, El Salvador manteve um acordo com os EUA pelo qual uma missão de aviação militar americana seria enviada a El Salvador; El Salvador procuraria preferencialmente o conselho dos EUA e compraria armas dos EUA. Alguns oficiais militares salvadorenhos foram treinados na América do Norte e na Zona do Canal do Panamá. No entanto, o montante da ajuda militar americana adquirida por El Salvador na década de 1950 foi pequeno; apenas o suficiente em munições e armas ligeiras para suprimir conflitos internos, como a actividade comunista.
Na década de 1950, os homens salvadorenhos cumpriam um ano de serviço nacional antes de serem transferidos para um exército de reserva. Eles então recebiam treinamento adicional regularmente e podiam ser chamados para participar de patrulhas provinciais ativas (em castelhano:  patrullas cantonalles). Foram realizadas reuniões regulares dos homens, reforçando a lealdade à nação e a oposição ao comunismo. Aos homens de circunstâncias desfavorecidas foi oferecida assistência monetária e prática, e educação para os seus filhos. O número de reservistas cresceu para aproximadamente 40.000.
Na década de 1960, uma junta de oficiais militares conservadores e proprietários de terras tomou o poder através de um golpe e depois organizou eleições. Em 1961, o candidato da junta, Tenente-Coronel Julio Adalberto Rivera, foi eleito presidente. Em 1967, o Coronel Fidel Sánchez Hernández tornou-se presidente.

### Guerra do Futebol
Em 1969, as tensões entre El Salvador e Honduras aumentaram. Houve disputa em relação à fronteira entre os dois países. Aproximadamente 300.000 salvadorenhos mudaram-se para Honduras devido a pressões populacionais e territoriais no seu país de origem, mas Honduras não renovou o Tratado Bilateral de Imigração El Salvador-Honduras. Os dois países eram concorrentes no Mercado Comum Centro-Americano. A economia de Honduras estava em dificuldades e o governo hondurenho começou a deportar os salvadorenhos que consideravam imigrantes ilegais. Muitos salvadorenhos fugiram depois que seu vice-cônsul foi morto. Em junho de 1969, El Salvador disputou três partidas contra Honduras pelas eliminatórias da Copa do Mundo. Então, em 26 de junho de 1969, El Salvador venceu um jogo do play-off por 3 gols a 2 contra o Haiti, garantindo uma vaga nas finais da copa. Em 14 de julho de 1969, começaram as hostilidades armadas entre El Salvador e Honduras. Devido à proximidade da guerra com os jogos das eliminatórias para a Copa do Mundo, ela foi chamada de "Guerra do Futebol".
Neste momento, as forças salvadorenhas incluíam aproximadamente 8.000 soldados de infantaria com fuzis, metralhadoras, morteiros e bazucas, canhões de 105mm, alguns veículos blindados de transporte de pessoal e seis tanques leves M3 Stuart. Muito poucas armas foram fabricadas em El Salvador. A maioria das armas foi fornecida pelos EUA. A infantaria de Honduras era menor e menos equipada. Apenas El Savador tinha uma produção limitada de defesa, com uma produção mínima de armas portáteis, munição leve e morteiros; o que tornava ambos os países dependentes de suprimento externo.
A Força Aérea Salvadorenha, pilotando Mustangs P-51, atacou alvos hondurenhos e vice-versa, mas cada força aérea tinha apenas alguns aviões em funcionamento e foi prejudicada pela falta de peças de reposição. As forças de infantaria de El Salvador invadiram Honduras e tomaram Ocotepeque.
À medida que as tropas salvadorenhas se aproximavam da capital Tegucigalpa, apesar de terem as suas linhas de abastecimento completamente estendidas, o que fez com que a Organização dos Estados Americanos (OEA) organizasse um cessar-fogo em 18 de julho de 1969. Depois, quando as sanções económicas e o embargo de armas entraram em vigor, ambos os lados foram severamente afetados. A guerra durou quatro dias e por isso também é chamada de “Guerra das Cem Horas”.

### Guerra civil
A Guerra Civil Salvadorenha foi travada entre 1979 e 1992. As forças armadas salvadorenhas lutaram contra a Frente Farabundo Martí de Libertação Nacional (em castelhano:  Frente Farabundo Marti para la Liberacion Nacional, FMLN), uma coalizão de grupos guerrilheiros insurgentes. A guerra começou quando um governo reformista foi suprimido por elementos militares de linha dura e por proprietários de terras.
Entre 1980 e 1983, as forças armadas salvadorenhas foram expulsas do território controlado por grandes grupos da FMLN nas zonas rurais. O número de membros da FMLN aumentou posteriormente para mais de 12.000 quando a organização foi capaz de fornecer governança e serviços locais. O governo respondeu com ações contra-insurgentes incluindo o assassinato do arcebispo, Oscar Romero (1917 – 1980).

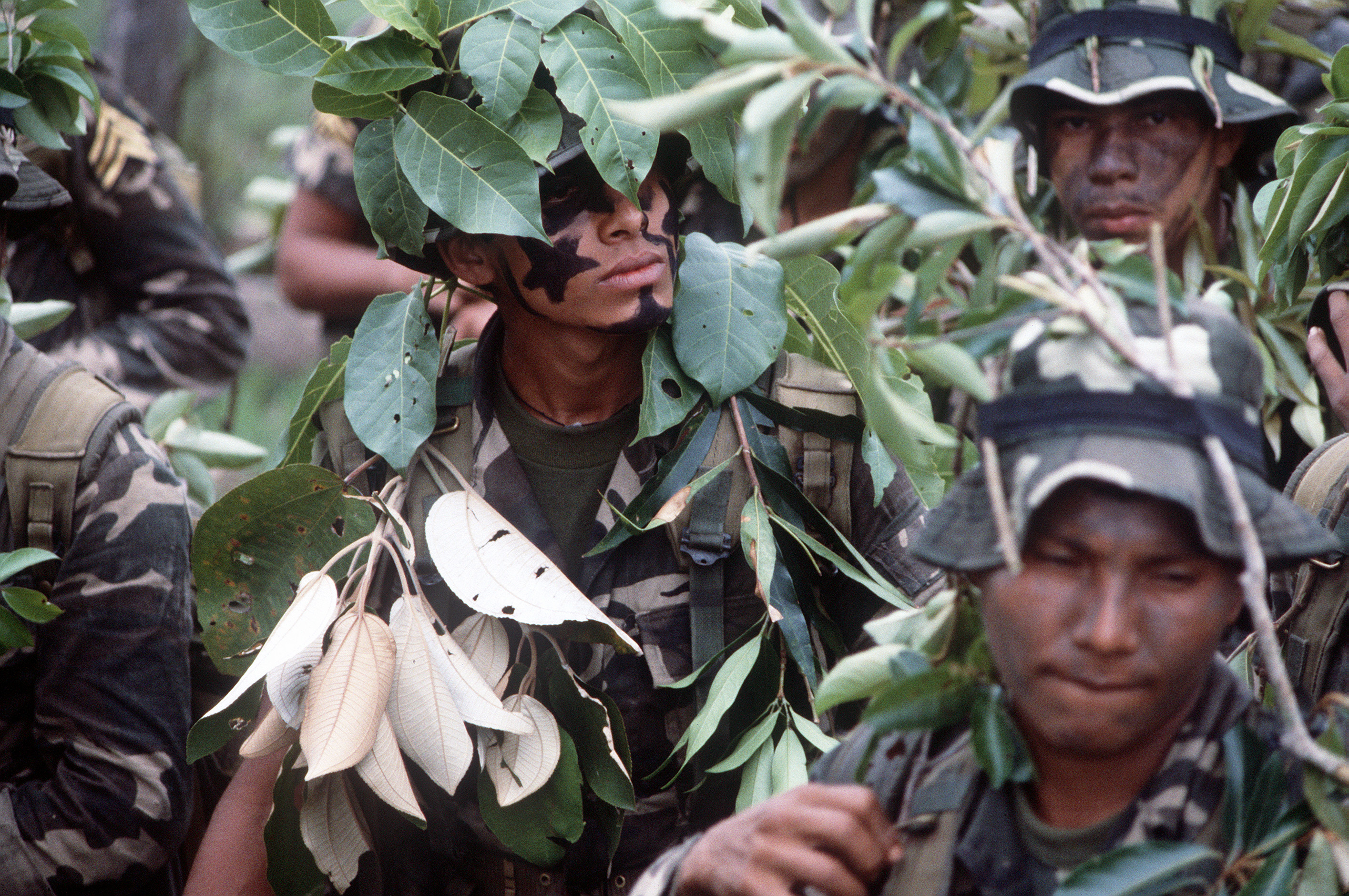
Soldados camuflados do exército salvadorenho se reúnem em uma área de preparação durante o Exercício GRANADERO I, em 14 de maio de 1984.

No final de 1981, soldados do Batalhão Atlácatl das forças armadas nacionais, uma tropa de resposta rápida, mataram 900 civis em El Mozote. Esta foi parte de uma série de ações, incluindo estupros, espancamentos, tortura e assassinatos. Os homens deste batalhão eram graduados pela Escola das Américas dos EUA em Fort Benning, em Columbus, na Geórgia. Outra atrocidade ocorreu em 16 de Novembro de 1989. Soldados do exército assassinaram seis padres jesuítas, sua governanta e sua filha na Universidade Centro-Americana de San Salvador. Um coronel chegou a ser condenado pelo massacre em 1991, mas seria anistiado e liberto em 1993.
Em 1989, a força armada de El Salvador recrutou 56.000 combatentes com 63 aviões e 72 helicópteros. Entre 1983 e 1987, as forças militares de El Salvador receberam mais de 100 milhões de dólares por ano dos Estados Unidos. O presidente George Bush autorizou a liberação de US$ 42,5 milhões em ajuda militar à força armada salvadorenha em 16 de janeiro de 1991.
A guerra permaneceu em impasse até o colapso da União Soviética e o fim do financiamento ao FMLN, a falta de confiança na capacidade do exército salvadorenho de vencer a guerra, a exaustão de todas as partes em conflito e a pressão internacional levaram ao fim da guerra em 1992.
Nos termos dos Acordos de Paz de Chapultepec, assinados em 16 de janeiro de 1992 em Chapultepec, no México, a Força Armada salvadorenha deveria ser subordinada ao poder civil e removida da arena política. O Ministério da Defesa entregou a função de segurança interna a um novo órgão, a Polícia Nacional. O número de militares na Força Armada foi reduzido pela metade. As forças de contra-insurgência foram desmobilizadas. Unidades de inteligência militar reportavam-se diretamente ao presidente. A missão constitucional, a doutrina e os sistemas de recrutamento e ensino das Forças Armadas foram redefinidos.
Durante a guerra civil, os esquadrões da morte militares e paramilitares de direita usaram de violência exemplar com assassinatos e mutilação, massacres e deslocamentos forçados para obter o controle da população. Em 1993, uma Lei Geral de Anistia foi aprovada pelo governo salvadorenho. As vítimas de violações dos direitos humanos não tiveram reparação. Entidades internacionais de direitos humanos, como o ACNUR, fizeram objeções formais à lei. A Espanha encontrou jurisdição sobre o assunto e indiciou vinte soldados aposentados que eram oficiais na época dos assassinatos dos jesuístas.
Por muitas razões, as forças armadas resistiram à aplicação dos requisitos do Acordo de Paz. Os oficiais subalternos que se tinham voluntariado para trabalhar em unidades de segurança não queriam ser tratados como recrutas inexperientes do exército quando as suas unidades foram dissolvidas. Os oficiais superiores temiam que a autonomia das actividades principais dos militares, como o treinamento, fosse perdida. Os líderes militares temiam que a perda de unidades militares nas zonas rurais provocasse agitação social e política. A população civil temia que os oficiais expurgados das fileiras militares por violações dos direitos humanos se juntassem a organizações paramilitares de direita.

### Pós-guerra civil

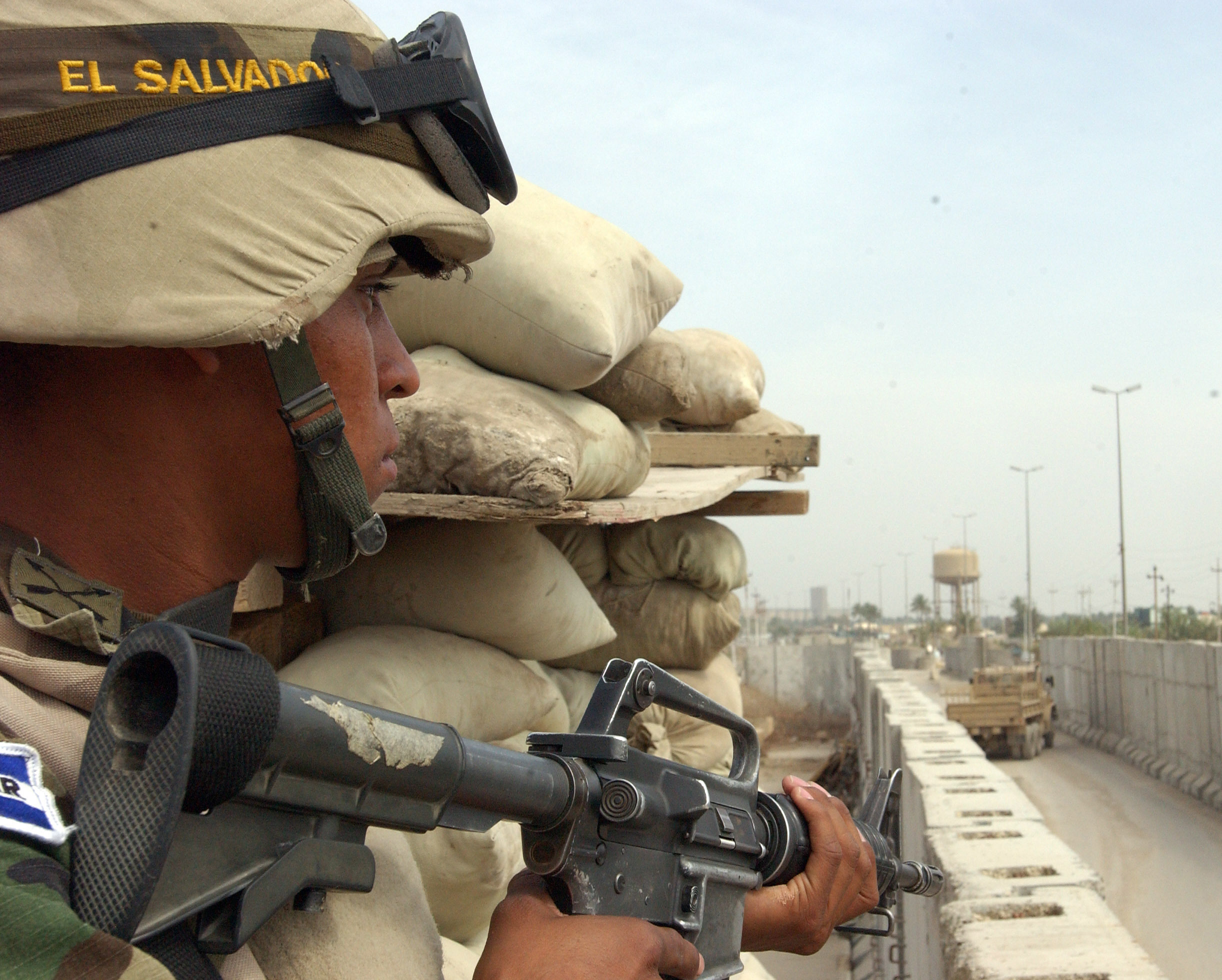
Um soldado das forças especiais salvadorenhas em Camp Charlie em al-Hila, no Iraque, em 14 de abril de 2005.

De 2003 a janeiro de 2009, a força armada salvadorenha fiz parte da Força Multinacional – Iraque. El Salvador desdobrou mais de 500 soldados, principalmente paraquedistas e forças especiais. Durante o conflito, cinco soldados salvadorenhos foram mortos em combate e mais de 50 ficaram feridos. As forças salvadorenhas operaram ao lado da Legião Espanhola e do Exército dos EUA, sendo bem vistas por eles. A última das forças salvadorenhas retirou-se do Iraque em 2009. Foram os últimos aliados centro-americanos a retirarem-se do conflito.
Em 2016, uma nova força especial de mil homens foi criada em El Salvador com a missão de deter as quadrilhas criminosas (especialmente a MS-13) e o narcotráfico. Em 2021, o efetivo da Força Armada salvadorenha foi estimado em 24.500 militares ativos.

### Repressão às gangues em 2022
A partir de 25 de março de 2022, ocorreram três dias de violência relacionada com gangues que deixaram 87 mortos. Em resposta, o Presidente Bukele pediu ao parlamento salvadorenho que ratificasse o estado de emergência. Em 26 de março, Bukele também ordenou que a polícia e o exército iniciassem prisões em massa contra os responsáveis pela violência.

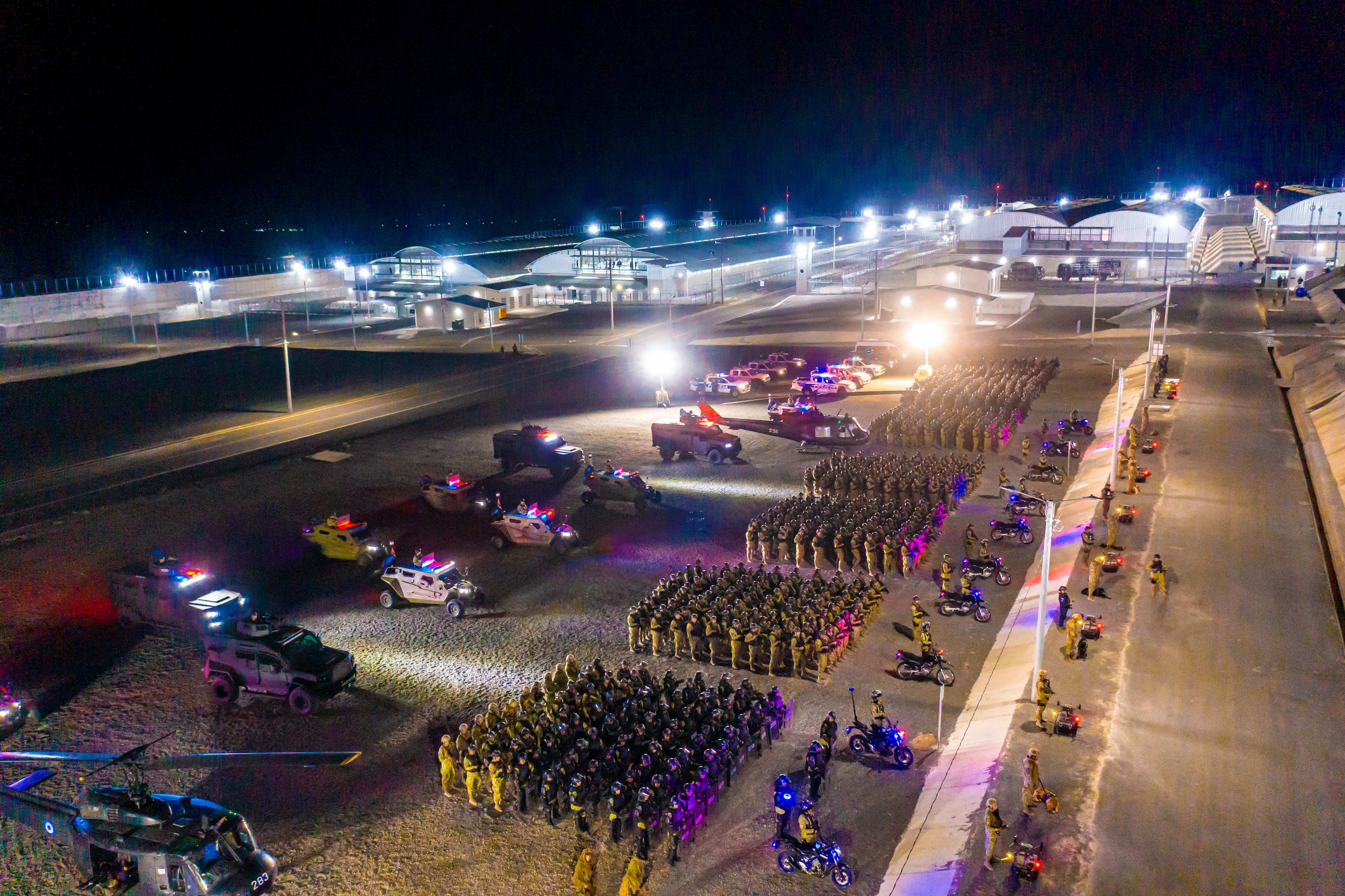
Soldados e policiais de prontidão.

Um dia depois, o Congresso aprovou um “Estado de Emergência” que dá cobertura legal para prender qualquer cidadão suspeito de ser membro de uma gangue, mesmo sem provas. Além disso, o Congresso também aprovou reformas para aumentar a pena máxima para membros de gangues de nove para 45 anos de prisão e punir a divulgação de mensagens de gangues, incluindo o jornalismo independente que fala sobre a crise das gangues, com até 15 anos de prisão.
A lei foi dirigida contra aqueles que “marcam” seus territórios com siglas das gangues, prática que os membros das gangues usam para intimidar e ameaçar de morte aqueles que os denunciam às autoridades. A Direção de Centros Penais começou a apagar os grafites que as gangues usam para marcar o território em que atuam.
As gangues Mara Salvatrucha (MS-13) e Barrio 18, entre outras, foram estimadas em 2022 como tendo cerca de 70.000 membros e, em agosto de 2023, cerca de 72.000 supostos membros de gangue foram enviados para a prisão como parte da repressão do governo nas gangues.

## Estrutura
A Força Armada de El Salvador é uma força de combate composta por exército, marinha e força aérea, cada uma liderada pelo seu Chefe do Estado-Maior Geral. As unidades de apoio são um comando militar de educação e doutrina, um comando de apoio logístico, um comando militar de saúde, uma brigada militar especial de segurança e uma direcção-geral de recrutamento e reservas.
As atribuições da Força Armada salvadorenha estão descritas nos artigos 211 e 212 da Constituição de 1983. É dever da força armada defender o território e a soberania nacionais; manter a paz, tranquilidade e segurança públicas; e apoiar a democracia. O Artigo 212 descreve a força armada como uma "instituição fundamental para a segurança nacional, de caráter permanente, apolítica, obediente à autoridade civil estabelecida e não deliberativa". Também encarrega os militares de fazer cumprir a disposição de não-reeleição do presidente do país; com a garantia do sufrágio universal e dos direitos humanos; e com o trabalho com o poder executivo do governo na promoção do desenvolvimento nacional.
O Comandante-em-Chefe da Força Armada é o presidente. Reportando-se ao presidente está o Ministério da Defesa. Os membros do ministério aconselham o Secretário de Estado e o Estado-Maior Conjunto. Os militares fornecem um painel composto pelos Chefes do Estado-Maior Geral e especialistas militares que fornecem ao ministério aconselhamento técnico para a elaboração de políticas e planejamento estratégico. A supervisão dos militares é assegurada pelo Inspetor-Geral Adjunto da Força Armada.
Dentro da liderança militar estão unidades operacionais, unidades táticas e órgãos consultivos. As unidades operacionais baseiam-se em planos operacionais. As unidades táticas incluem destacamentos, centros de treinamento e forças do exército em nível de batalhão. Os grupos de reconhecimento e transporte de combate constituem a unidade tática da Força Aérea. A Marinha utiliza unidades táticas de transporte e hidrográficas.

## Medalhas
Entre as mais altas condecorações militares da Força Armada de El Salvador estão a Cruz de Ouro do Heroísmo de Guerra em Ação; a Cruz de Prata do Heroísmo; a Medalha de Ouro pela Coragem em Ação; e a Medalha de Prata do Valor. Para tais ações, poderá haver um pagamento monetário além da pensão militar. Existem outras honrarias por serviço de campanha, serviço diferenciado e mérito.